# Biophotonik
Biophotonik ist die allgemeine Bezeichnung für Anwendungen der Photonik in der Biologie.
Biophotonik ist demnach der Sammelbegriff für alle Techniken, die sich mit der Wechselwirkung von organischem Material und Photonen, den Lichtquanten, befassen. Das betrifft Emission, Absorption, Reflexion, Streuung (Physik) oder anderweitige Wechselwirkungen von elektromagnetischer Strahlung des sichtbaren, nahen infraroten und ultravioletten Bereiches mit lebenden Organismen oder organischem Material. 
Hierzu gehören unter anderem die Erforschung verschiedener Lumineszenz-Effekte biologischen Gewebes oder mikroskopische Verfahren wie der Laser-Scanning-Mikroskopie oder auch medizinische Verfahren wie die photodynamische Therapie. Andere Bereiche der Biophotonik verwenden Licht quasi als Miniatur-Werkzeug: Mit optischen Pinzetten können Zellen und Zellbestandteile gehalten und bewegt werden, mit dem Nano-Laserskalpell Schnitte innerhalb einer Zelle durchgeführt werden. Weit verbreitet ist heute bereits die LASIK-Methode zur Korrektur von Fehlsichtigkeiten am menschlichen Auge.

## Biophotonik in Deutschland
Die Biophotonik ist seit vielen Jahren auch Gegenstand der Forschungsförderung des BMBF, da sich aus der Verbindung von Optischen Technologien und Fragestellungen aus dem Bereich Life Science
das Potenzial für zahlreiche neue Anwendungsfelder mit großem wirtschaftlichen Perspektiven ergeben. Eine Übersicht über den fördertechnischen Stand der Biophotonik in Deutschland bietet die Studie "Biophotonik - Wohin geht die Reise?" die im Jahr 2005 von Kraus Technology Consulting und Deloitte Business Consulting veröffentlicht wurde.

## Geschichte
Historisch kann man als Urvater der Biophotonik Antoni van Leeuwenhoek im 17. Jahrhundert ansehen, der einige der ersten Mikroskope überhaupt selbst fertigte und damit die ersten Untersuchungen an Mikroorganismen und Zellen durchführen konnte. 
Ein weiterer Pionier der Biophotonik ist in Robert Koch zu sehen, der gemeinsam mit Ernst Abbe an neuen Techniken und Verbesserungen bei optischen Mikroskopen arbeitet. Diese interdisziplinäre Zusammenarbeit war eine der Grundlagen für die bahnbrechenden Entdeckungen Robert Kochs.
Ein weiterer Meilenstein bestand in der Entwicklung der Phasenkontrastmikroskopie durch Frits Zernike, mit der die erste Zellteilung fotografiert werden konnte.
Ein Aspekt der Biophotonik, der sich mit spontaner Lichtemission von biologischem Gewebe beschäftigt, geht auf Arbeiten des russischen Biologen Alexander Gurwitsch aus den 1920er Jahren zurück. Dieser schlug nach Experimenten mit keimenden Zwiebeln vor, dass lebende Zellen eine sehr schwache Lichtstrahlung abgeben. Er nannte sie "mitogenetische Strahlung", aufgrund seiner Vermutung, dass diese Strahlung die Zellteilung (Mitose) auslösen könne. Ein hieraus folgender, kontrovers beurteilter Forschungszweig der Biophotonik, der sich mit der Interpretation dieser spontanen Lichtemission befasst, befindet sich im Artikel „Biophoton“.
Die moderne Biophotonik als Anwendung der Photonik auf die Untersuchung biologischer Gewebe entstand im Wesentlichen Ende der 1990er Jahre durch die Entwicklung der modernen Laser-Technik.